# Assemblée- och spektakelhuset i Linköping
Assemblée- och spektakelhuset i Linköping var en historisk teater- och nöjeslokal i Linköping, i bruk mellan 1806 och 1901. Den räknas som Linköpings första teater. Byggnaden användes också som allmän nöjeslokal i andra avseenden och var ett centrum för Linköpings offentliga nöjesliv. 

## Historik
Ursprungligen hade professionella teatersällskap uppträtt i tillfälliga lokaler när de passerade staden. Assemblée- och spektakelhuset blev därmed den första riktiga teaterbyggnaden i staden. Huset uppfördes av byggmästare Caspar Seurling efter hans egna ritningar. 
Verksamheten drevs av ett aktiebolag. Liksom i övriga småstäder under denna tid hade teatern ingen fast personal utan användes av kringresande teatersällskap. Huset användes dock även för andra syften. Förutom teaterföreställningar användes byggnaden även för danstillställningar, och en populär restaurang kallad Stadshuskällaren. 
Huset revs 1901. 